# 伯尔纳德·苏比鲁
伯尔纳德·苏比鲁（法語：Bernadette Soubirous，法語發音：[bɛʁnadɛt subiʁu]，奧克語發音：[beɾnaˈðetɔ suβiˈɾus]；1844年1月7日—1879年4月16日）法国卢尔德一个磨坊工的女儿，以经历了“圣母显现”而知名。据说1858年2月11日至7月16日间，圣母玛利亚向她显现，要她在附近的岩洞建一所教堂。此次显现被称为露德圣母。1933年12月8日，教宗庇护十一世宣布苏比鲁为天主教会的圣人。